# Kuria (E.10) jezici
Kuria (E.10) jezici podskupina centralnih bantu jezika u zoni E u Tanzaniji i Keniji. Obuhvaća (10) prije (11) jezika, to su: 
- gusii ili ekegusii [guz], Kenija, i nešto u Tanzaniji; ukupno 2.120.300.
- ikizu [ikz], 132.000 (2007 SIL) u Tanzaniji. Nekad samostalni jezik sizaki [szk], danas se vodi kao njegov dijalekt.
- ikoma ili Ikoma-Nata-Isenye [ntk], 36.000 (2005 SIL), Tanzanija
- kabwa [cwa], 8,500 (SIL 2005), Tanzanija
- kuria ili igikuria [kuj], 604.000, u Tanzaniji i Keniji
- ngurimi ili ngoreme [ngq], 55.000 (SIL 2005), Tanzanija
- suba [sxb], 174.000 (2007), Kenija.
- suba-simbiti [ssc] 98.700 (2007), Tanzanija
- temi ili kisonjo, sonjo [soz], 30.000 (2002 SIL), Tanzanija
- zanakijski ili ikizanaki, kizanaki; 100.000 (2005. SIL), Tanzanija
- sizaki, izgubio status jezika, vidi ikizu. Nekadašnji identifikator [szk] je povučen. Dijalekt jezika ikizu kojim govori 82.000 ljudi (1987) u Tanzaniji.

Ostalo
- ware [wre], nepoznato; Identifikator povučen iz upotrebe uz napomenu da je jezik nepostojeći;[2] vidi Ethnologue (14th); Ethnologue (15th); Ethnologue (16th).

## Vanjske poveznice
- Ethnologue (14th)
- Ethnologue (15th)